# Drepanosticta gazella
Drepanosticta gazella – gatunek ważki z rodziny Platystictidae. Endemit indonezyjskiej wyspy Jawa.
Gatunek ten opisał Maurits Lieftinck w 1929 roku na łamach czasopisma „Tijdschrift voor Entomologie”, w oparciu o liczne okazy (14 samców i 14 samic), które odłowił F.C. Drescher w okresie od grudnia 1927 do października 1928 roku. Miejsce typowe, opisane jako „Banjoemas, Batoerraden, G. Slamat”, znajduje się w Jawie Środkowej na wysokości 2500 stóp (762 m n.p.m.).